# Mogoșești-Siret
Mogoșești-Siret là một xã thuộc hạt Iași, România. Dân số thời điểm năm 2002 là 4040 người.